# 雷贝拉唑
雷贝拉唑（英語：Rabeprazole）是一种质子泵抑制剂（PPI）类胃酸抑制剂。由Eisai Co.公司开发并且现已广泛使用。

## 适应证
雷贝拉唑可以短期内缓解十二指肠溃疡和胃食管反流病的症状，并且可以缓解烧心，也可以与抗生素联用根除幽门螺杆菌。

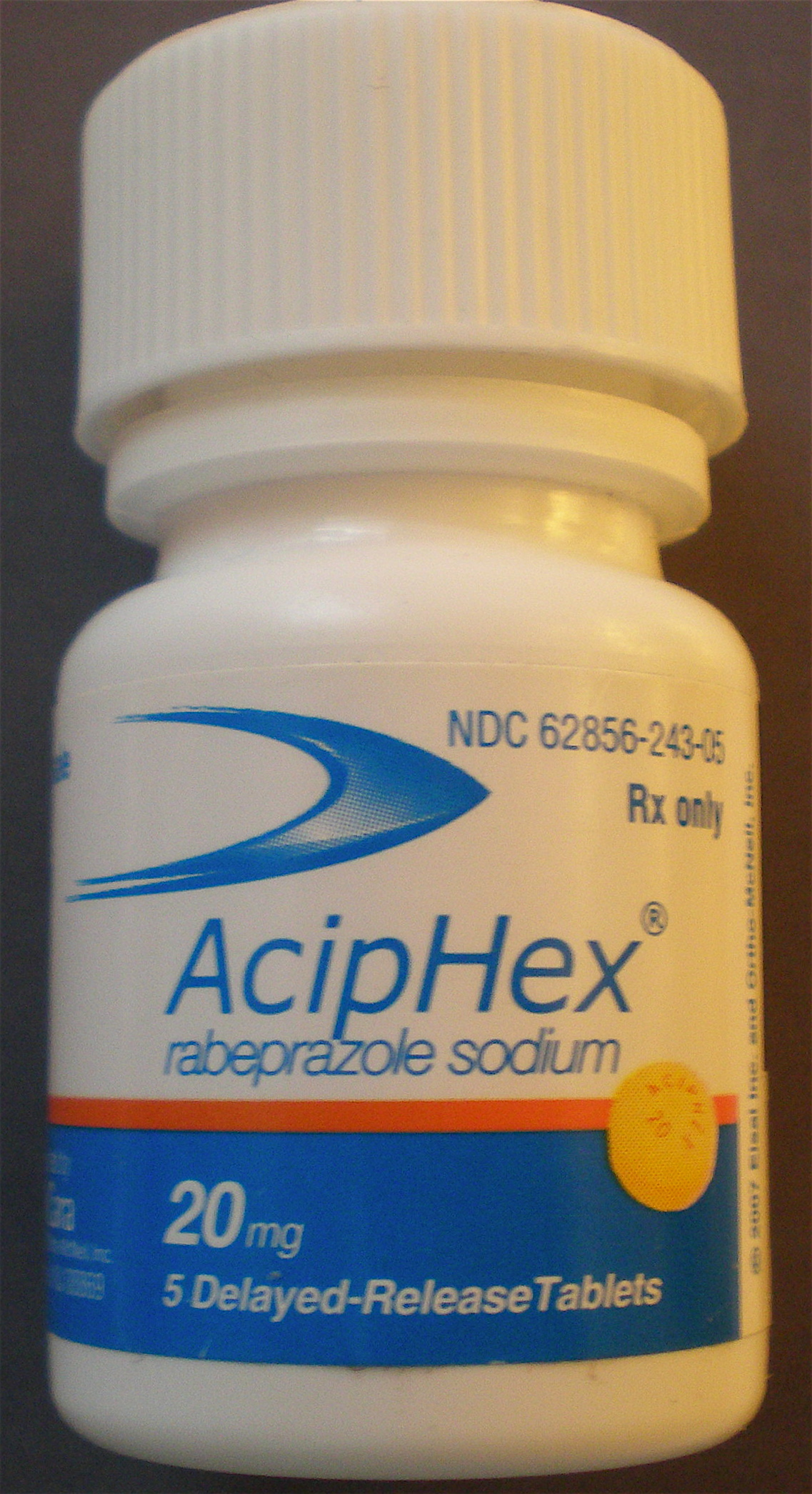
20mg包